# Phalacrotophora nigrita
Phalacrotophora nigrita är en tvåvingeart som beskrevs av Schmitz 1932. Phalacrotophora nigrita ingår i släktet Phalacrotophora och familjen puckelflugor. Inga underarter finns listade i Catalogue of Life.